# Nicolas Vallet

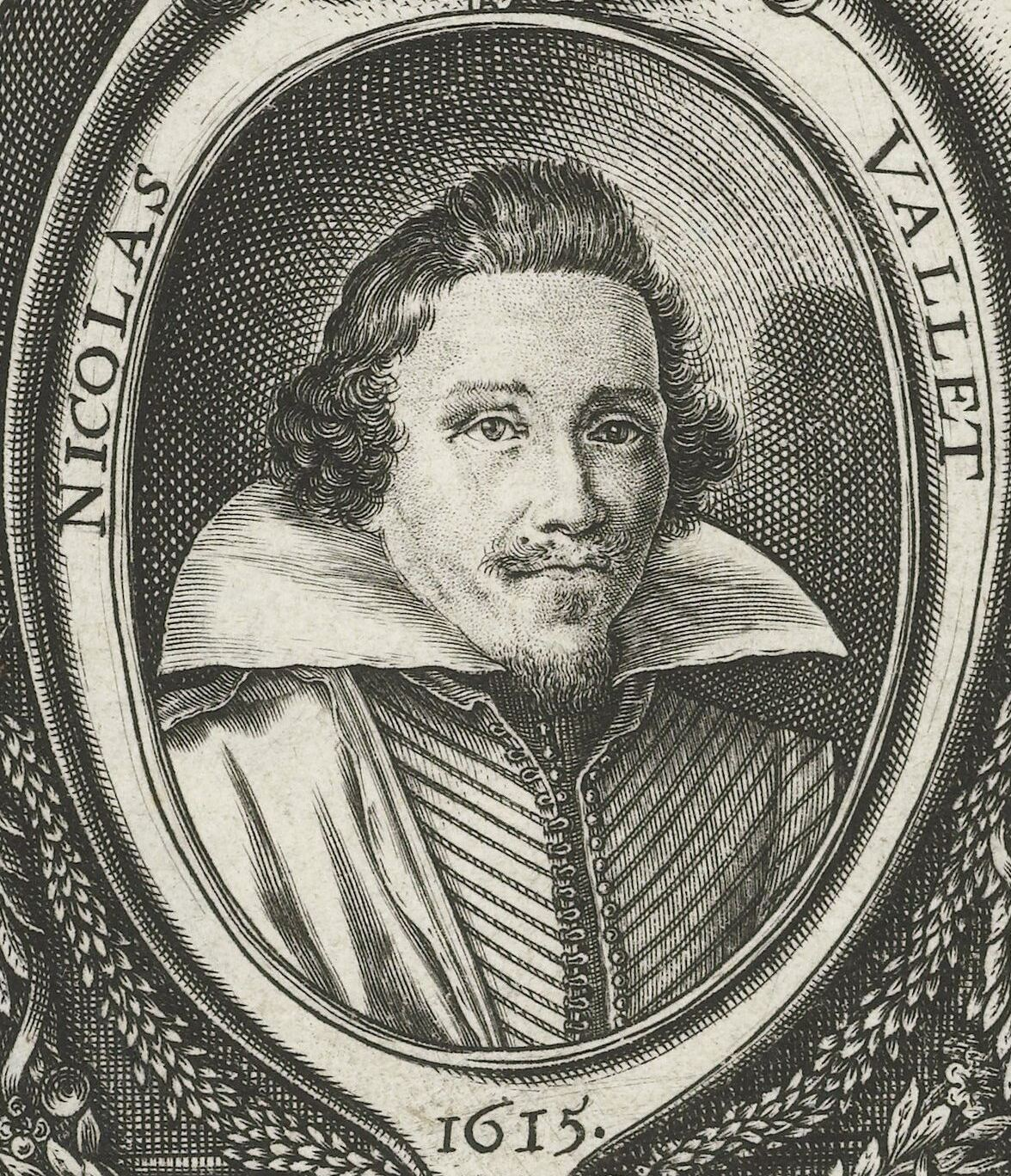
Nicolas Vallet, 1615

Nicolas Vallet (auch Nicolaus Valet; * um 1583 in Corbeny bei Laon/Frankreich; † nach 1642 in Amsterdam(?)) war ein französischer Lautenist, Lautenkomponist und Musikverleger.

## Leben
Nicolas Vallet (auch Nicolaus Valet), ein Hugenotte, der bereits unter Heinrich IV. Lautenist war, musste von Frankreich in die Niederlande fliehen. In Amsterdam wirkte er ab 1613 als selbstständiger Musiker, Lautenlehrer und Inhaber einer Tanzschule. 1614 erhielt er ein Privileg der Niederlande zum Druck von Lautenbüchern. Sein Hauptwerk Le Secret des Muses in französischer Tabulatur enthält Kompositionen und Bearbeitungen für eine 10-chörige Renaissancelaute. Es erschien 1615 und 1616 in zwei Teilen. Er war einer der letzten Komponisten für dieses Instrument, bevor es von der (anders gestimmten) Barocklaute abgelöst wurde. Außerdem komponierte er noch 1615 die 21 Psalmen Davids und 1622 das Regia Pietas für Singstimme und Laute.

## Werke
- Secretum Musarum. Amsterdam 1615.
- Le Secret des Muses: Paradisus Musicus testudinis – Le II. Livre de Tablature de Luth – XXI Pseaumes de David. Amsterdam 1618–1619.

## Werkausgaben
- Anne Bailes: Nicolas Vallet (1583–1642): Pieces for 4 Lutes. Tree Edition, (München) Lübeck
- Nicolas Vallet, Le Secret des Muses. Amsterdam 1618; herausgegeben von André Souris und M. Rollin. Centre National de la Recherche Scientifique (CNRS).
- Oeuvres de Nicolas Vallet pour luth seul. Hrsg. und transkribiert von André Souris. Centre National de la Recherche Scientifique (CNRS), Paris 1970.